# ドロウジー・シャペロン
『ドロウジー・シャペロン』（The Drowsy Chaperone）は、ブロードウェイのミュージカル舞台。2006年5月1日にニューヨークのマーケス劇場で開幕し、2007年12月31日に閉幕した。その後、全米中でツアー上演され、イギリス・ロンドンのウエスト・エンドでの公演も行われた。その後、オーストラリアと最初の翻訳公演となった日本（2009年1月）でも上演された。
現代のマンハッタンのアパートの一室に暮らすミュージカルおたくの「椅子の男」が、1928年に上演されレコードが擦り切れるほど聞いて愛し空想したミュージカル『ドロウジー・シャペロン』の世界を観客に解説していく。「椅子の男」はい謂わば狂言回し的に登場し、彼の部屋でミュージカル『ドロウジー・シャペロン』の物語が繰り広げられていくという構成になっている。劇中の『ドロウジー・シャペロン』は、ブロードウェイにおける新進の歌姫による突然の結婚・引退を巡る騒動について描いた物語となっている。当時の古き良きミュージカルや現代ミュージカルを風刺しつつ、ミュージカルへの愛情にあふれた作品となっている。
第60回トニー賞ではミュージカル部門の助演女優賞や楽曲賞、脚本賞など5部門を受賞した。

## 曲目
- Overture
- Fancy Dress
- Cold Feets
- Show Off
- As We Stumble Along
- I Am Aldolpho
- Accident Waiting To Happen
- Toledo Surprise
- Message From A Nightingale
- Bride's Lament
- Love Is Always Lovely In The End
- I Do, I Do In The Sky
- As We Stumble Along (Reprise)

## 登場人物と配役
オリジナル・ブロードウェイ・キャスト
- ジャネット・ヴァン・デ・グラーフ - サットン・フォスター
- 椅子の男 - ボブ・マーティン
- ドロウジー・シャペロン - ベス・リーヴェル
- ロバート・マーティン - マーク・レッドベター
- ジョージ - エディ・コルビッチ
- アルドルフォ - ダニー・バーンスタイン
- フェルドジーグ - レニー・ヴォルペ
- キティ - ジェニファー・スミス
- トリックス・ジ・アビアトリックス - キーシャ・ルイス
- アンダーリング - エドワード・ヒバート
- トッテンデール夫人 - ジョージア・エンゲル

ロンドン（ウェスト・エンド）版キャスト
- ジャネット・ヴァン・デ・グラーフ - サマー・ストラレン
- 椅子の男 - ボブ・マーティン
- ドロウジー・シャペロン - エレイン・ペイジ

日本版キャスト
- ジャネット・ヴァン・デ・グラーフ - 藤原紀香
- 椅子の男 - 小堺一機
- ドロウジー・シャペロン - 木の実ナナ
- ロバート・マーティン - なだぎ武
- ジョージ - 川平慈英
- アルドルフォ - 梅垣義明
- フェルドジーグ - 尾藤イサオ
- キティ - 瀬戸カトリーヌ
- トリックス・ジ・アビアトリックス - 浦嶋りんこ
- アンダーリング - 小松政夫
- トッテンデール夫人 - 中村メイコ

## 主な賞歴
トニー賞 （13候補5部門受賞）
- 受賞
  - 助演女優賞 - ベス・リーヴェル
  - 脚本賞 - ボブ・マーティン、ドン・マッケラー
  - 楽曲賞 - リサ・ランバート、グレッグ・モリソン
  - 装置デザイン賞
  - 衣装デザイン賞
- 候補
  - 作品賞
  - 主演男優賞 - ボブ・マーティン
  - 主演女優賞 - サットン・フォスター
  - 助演男優賞 - ダニー・バーンスタイン
  - 演出賞
  - 振付賞
  - 編曲賞
  - 照明デザイン賞

（いずれもミュージカル部門）
ドラマ・デスク・アワード （14候補6部門受賞）
- 受賞
  - 作品賞
  - 助演女優賞 - ベス・リーヴェル
  - 脚本賞 - ボブ・マーティン、ドン・マッケラー
  - 作詞賞 - リサ・ランバート、グレッグ・モリソン
  - 作曲賞 - リサ・ランバート、グレッグ・モリソン
  - 装置デザイン賞
  - 衣装デザイン賞
- 候補
  - 主演男優賞 - ボブ・マーティン
  - 主演女優賞 - サットン・フォスター
  - 助演男優賞 - エディ・コルビッチ
  - 演出賞
  - 振付賞
  - 編曲賞
  - 照明デザイン賞

（いずれもミュージカル部門）
ローレンス・オリヴィエ賞（5候補）
- 候補
  - 新作ミュージカル賞
  - ミュージカル男優賞 - ボブ・マーティン
  - ミュージカル女優賞 - サマー・ストラレン
  - 振付賞
  - 衣装デザイン賞